# Nuevo persa
El Nuevo Persa (en persa: فارسی نو‎), también conocido como Persa Moderno (فارسی نوین) y Dari (دری), es la última etapa de la lengua persa hablada desde los siglos VIII al IX hasta la actualidad en el Gran Irán y alrededores. Se divide convencionalmente en tres etapas: Nuevo Persa Temprano (siglos VIII-IX), Persa Clásico (siglos X-XVIII) y Persa Contemporáneo (siglo XIX hasta la actualidad).
Dari es un nombre dado a la lengua del Nuevo Persa desde el siglo X, ampliamente utilizado en árabe (compárese Al-Istajri, Al-Muqaddasi e Ibn Hawqal) y en textos persas. Desde 1964, es el nombre oficial en Afganistán para el persa que se habla allí.

## Clasificación
El neopersa es un miembro del Grupo iraní occidental de las lenguas iranias, que constituyen una rama de las lenguas indoeuropeas en su subdivisión indoiraní. Las lenguas iraníes occidentales se dividen a su vez en dos subgrupos: Las lenguas iraníes del suroeste, de las que el persa es la más hablada, y las lenguas iraníes del noroeste, de las que el Kurdo es la más hablada.